# عبدالحمید عبده
عبدالحمید عبده (انگلیسی: Abdelhamid Abdou) یک بازیکن فوتبال اهل مصر است.

## تیم ملی
وی عضو تیم ملی فوتبال مصر در جام جهانی فوتبال ۱۹۳۴ بوده است.